# Eridolius niger
Eridolius niger là một loài tò vò trong họ Ichneumonidae.